# Dryopteris affinis
Dryopteris affinis (Lowe) Fraser-Jenk. ( sin. D. pseudomas (Wollaston) Holub & Pouzar , D. borreri Newm.) es un  helecho nativo del oeste y del sur de Europa y sudoeste de Asia. Es muy abundante en áreas con alta humedad, en las islas británicas y oeste de Francia; en el Mediterráneo y  el  Cáucaso está confinado en las alturas. En España es común en Río de la Miel en el parque natural de los Alcornocales en Cádiz.

## Descripción
Planta vivaz, con un rizoma corto y robusto del que nacen densos fascículos de hojas de 35-130 cm, persistentes durante el invierno, con lámina bipinnada y pecíolo de 1/2 la longitud de la lámina, densamente cubierto de escamas alargadas de color castaño-rojizo a castaño oscuro. Pinnulas sesiles, de lados paralelos casi sin dientes y un poco dentadas en la parte distal. Soros recubiertos por un indusio de forma arriñonada.
Es una especie resistente al frío que forma un pulcro racimo erecto de frondes de hasta 1,2 m de alto. Las nuevas frondes son doradas debido a las escamas doradas que tiene el nervio central.
Es uno de los helechos más extendido.

## Hábitat
Bosques caducifolios frescos.